# Порто
Вижте пояснителната страница за други значения на Порто.
Порто (на португалски: Porto, изговаря се по-близко до Порту) е град в Северозападна Португалия.
Известен е с едноименното вино „Порто“ (портвайн). Заедно с град Ротердам е избран за европейска столица на културата за 2001 година.

## География
Разположен е на северния бряг на река Дуеро, близо до вливането ѝ в Атлантическия океан. Градът е втори по големина в страната с население около 263 000 души, в агломерацията около 1 552 000 души.

## История
Името на Порто се споменава още през 5 век и по римско време. Преди създаването на португалската държава днешният град Порто носи името Портус Кале (лат. Portus Cale, „топло пристанище“). Така районът, в който се намирал Портус Кале, бил наречен Кондадо Портукаленсе. По-късно този район прераства в независимото кралство Португалия.
Тук се състои сватбата на крал Жоао I и Филипа Ланкастър, която е символ на дългогодишния военен съюз между Португалия и Англия.
Прозвището на града е Invicta (лат.), Непобеждаван (заради това, че е устоял на римляни, маври, Наполеонови войски).
През 1754 г. италианският архитект Насони проектира камбанария, издигната в един от централните райони на града и станала негов символ: Торе душ Клеригуш (кула на клириците).
През 18-19 век градът става важно индустриално средище и населението му се увеличава. Изградени са железният мост „Луиш I“ и железопътният „Мария Пия“ от Гюстав Айфел, както и централната гара „Сао Бенто“. Основани са университетът „Аула де Наутика“ (1762) и фондовата борса „Болса ду Порто“ (1834).
- Мостът „Дом Луиш I“
- Изглед към Рибейра, крайречната зона

## Култура
Центърът на Порто (Рибейра, крайбрежната му част), с характерните старинни къщи, чиито фасади са покрити с пъстри керамични плочки („азулежуш“), е паметник на световната култура на ЮНЕСКО от 1996 година („забележителен градски пейзаж с хилядолетна история“).
На отсрещния бряг на реката, в Гая (която административно се смята за отделен град) се намират избите с портвайн, любима туристическа атракция.
През февруари в Порто ежегодно се провежда най-големият кинофестивал в страната: Фанташпорту, на фантастичното кино.
Домът на музиката (Casa da Musica) е сравнително новата, много популярна концертна зала на Порто – забележително здание по проект на холандския архитект Рем Колхас, което се слави с една от най-добрите акустики в света.
Друго културно средище е Музеят за съвременно изкуство с прилежащия парк Сералвеш.
На 12 декември 1908 г. в Порто е роден и най-старият все още снимащ режисьор в света, Маноел де Оливейра (най-новият му филм, „Христофор Колумб, енигмата“, е в постпродукционен процес през 2007-а).

## Спорт
Футболните отбори Порто и Боавища играят домакинските си срещи в този град.

## Известни личности
Родени в Порту
- Филипа Азиведу (р. 1991), певица
- Андре Вилаш-Боаш (р. 1977), футболист
- Алмейда Гарет (1799 – 1854), писател
- Фернанду Гомеш (р. 1956), футболист
- Енрике Мореплавателя (1394 – 1460), принц
- Раул Мейрелеш (р. 1983), футболист
- Тиаго Монтейро (р. 1976), автомобилен състезател
- Луиш Монтинегру (р. 1973), политик
- Сержиньо (р. 1985), футболист
- Гилермина Суджа (1885 – 1950), виолончелистка
- Елиза Ферейра (р. 1955), политик

Починали в Порту
- Антониу Бернарду да Коща Кабрал (1803 – 1889), политик
- Гилермина Суджа (1885 – 1950), виолончелистка
- Тереза Кристина (1822 – 1889), императрица на Бразилия

## Побратимени градове
- Барселона, Испания
- Бейра, Мозамбик
- Белу Оризонти, Бразилия
- Бордо, Франция
- Бристол, Великобритания
- Виго, Испания
- Дуруело де ла Сиера, Испания
- Йена, Германия
- Леон, Испания
- Лиеж, Белгия
- Луанда, Ангола
- Макао, Китай
- Миндело, Кабо Верде
- Нагасаки, Япония
- Ндола, Замбия
- Невес, Сао Томе и Принсипи
- Париж, Франция
- Перник, България
- Ресифе, Бразилия
- Шанхай, Китай